# Usina Hidrelétrica Capingui
A Usina Hidrelétrica Capingüí é uma usina brasileira do estado do Rio Grande do Sul. Está localizada no município de Passo Fundo, centro do estado e foi construída em duas fases, onde a primeira unidade instalada entrou em operação em 1933 e as outras duas unidades, em ampliação ocorrida em 1953 e 1955.
O Grupo Gerador nº 1 com turbina de fabricação sueca, SKF, e alternador da ASEA de potência de 700 kVA, os Grupos Geradores nº 2 e nº 3 com turbinas de fabricação Francesas, Neyret-Beylies e Piccard-Pictet e alternadores de fabricação da GE de potência 2 MVA. Concessionária: CEEE